# Ніка Дзаламідзе
Ніколоз Дзаламідзе (груз. ნიკა ძალამიძე; нар. 6 січня 1992, Тбілісі, Грузія) — грузнинський футболіст, вінґер.

## Клубна кар'єра
Вихованець «Зугдіді», у футболці якого провів 49 матчів у Лізі Еровнулі. 18 грудня 2009 року відданий в оренду московському ЦСКА, де виступав у молодіжному складі. За молодіжний склад у 2010 році зіграв 21 матч, відзначився двома голами. 13 лютого 2011 року знову відправився в оренду, цього разу у «Відзев» (Лодзь). Дебютував за новий клуб 27 лютого в матчі проти познанського «Леха» (0:1). Вже у другому зіграному матчі за Відзев (проти «Корони» Кєльце) відзначився дебютним голом за команду з Лодзі, а також віддав дві гольові передачі. Після закінчення терміну оренди «Відзев» вирішив не викуповувати молодого гравця у грузинського клубу, і Дзаламідзе відправився до команди Млодої Екстракляси.
У грудні 2011 року підписав 4-річний контракт з білостоцькою «Ягеллонією». Договір набув чинності 1 січня 2012 року. Дебютував у новій команді 20 лютого в матчі проти «Корони» (0:2).
На початку 2016 року перейшов до «Чайкур Різеспор» з турецької Суперліги. Але вже через півроку повернувся до Польщі, в «Гурник» (Ленчна). Далі послідували виступи в «Ювентус» (Бухарест), «Динамо» (Тбілісі) і клубі першого дивізіону «Балтика» (Калінінград). З 1 січня 2019 року перебував без клубу, після чого виступав на батьківщині, а до 2022 року грав на Мальті.

## Кар'єра в збірній
Виступав за юнацькі та молодіжну збірні Грузії. У 2011 році зіграв на Турнірі чотирьох націй, що проходив в Австрії, в якому грають молодіжні збірні. Грузин виходив на поле в матчах проти Ізраїлю, Албанії, а також Румунії. Грузія програла всі матчі у своїй групі.
У національній збірній Грузії дебютував 24 травня 2012 року у програному (1:3) товариському матчі проти Туреччини.

## Статистика виступів

### Клубна
Станом на 1 червня 2018 року:
| Сезон       | Клуб                    | Країна    | Змагання             | Матчі | Голи |
| ----------- | ----------------------- | --------- | -------------------- | ----- | ---- |
| 2007/08     | «Байя» (Зугдіді)        | Грузія    | Ліга Меоре           | 17    | 5    |
| 2008/09     | «Байя» (Зугдіді)        | Грузія    | Ліга Пірвелі         | 21    | 8    |
| 2009/10 (о) | «Байя» (Зугдіді)        | Грузія    | Ліга Умаглесі        | 11    | 2    |
| 2010        | ЦСКА (Москва) (U-21)    | Росія     | Молодіжний чемпіонат | 21    | 2    |
| 2010/11 (в) | «Відзев» (Лодзь)        | Польща    | Екстракляса          | 14    | 2    |
| 2011/12 (о) | «Відзев» (Лодзь)        | Польща    | Екстракляса          | 13    | 1    |
| 2011/12 (в) | «Ягеллонія» (Білосток)  | Польща    | Екстракляса          | 11    | 0    |
| 2012/13     | «Ягеллонія» (Білосток)  | Польща    | Екстракляса          | 15    | 4    |
| 2013/14     | «Ягеллонія» (Білосток)  | Польща    | Екстракляса          | 14    | 0    |
| 2014/15     | «Ягеллонія» (Білосток)  | Польща    | Екстракляса          | 33    | 3    |
| 2015/16 (о) | «Ягеллонія» (Білосток)  | Польща    | Екстракляса          | 1     | 0    |
| 2015/16     | Чайкур Різеспор         | Туреччина | Суперліга            | 6     | 0    |
| 2016/17     | «Гурник» (Ленчна)       | Польща    | Екстракляса          | 11    | 0    |
| 2017/18     | «Ювентус» (Бухарест)    | Румунія   | Ліга I               | 10    | 2    |
| 2018        | «Динамо» (Тбілісі)      | Грузія    | Ліга Еровнулі        | 9     | 1    |
| 2018/19     | «Балтика» (Калінінград) | Росія     | Перший дивізіон      | 14    | 1    |
| 2019        | «Руставі»               | Росія     | Ліга Еровнулі        | 10    | 0    |